# August Hermann Francke
Pour les articles homonymes, voir Francke.
August Hermann Francke (22 mars 1663, Lübeck - 8 juin 1727, Halle) est un philanthrope, piétiste et théologien allemand. Il fut surnommé le Rollin de l'Allemagne. Le tibétologue August Hermann Francke (1870 — 1930), est un de ses descendants.

## Biographie
Il était pasteur de Glaucha, dans la banlieue de Halle (Marche électorale de Brandebourg) et fonda dans cette ville, tant de ses deniers qu’à l’aide d’aumônes, deux établissements destinés à l'instruction des enfants pauvres : la Maison des Orphelins et le Pedagogium que l'on a appelé les Frankesche Stiftungen. 
En 1699, Johann Heinrich Michaelis lui succéde dans la chaire des langues orientales de Halle.
Il utilise une espèce d’imprimerie stéréotype afin de pouvoir donner la Bible au peuple à très bon marché ; de 1715 à 1795, on en tira 1 570 333 exemplaires. Outre trois ouvrages relatifs à l’établissement dont il était fondateur, Francke a publié des Sermons et des Oraisons funèbres, 1727, in-folio. Avec son compatriote Johann Joachim Lange, il lutte contre les thèses de Christian Wolff qui s'imposait à l'Université de Halle, et ce, contre le piétisme. Ils obtiennent d'ailleurs la suspension de Wollf des enseignements à l'Université en 1723 jusqu'en 1740. Toute chose qui démontre leur influence dans ces premiers moment de l'Aufklärung.